# Los Causantes del primer mal
Los Causantes del Primer mal o Los traidores de la muerte son los acólitos del Primer Mal en la serie de televisión Buffy la cazavampiros de Joss Whedon. 
En el doblaje latinoamericano estos personajes fueron llamados de dos formas distintas «Los traidores» y «Los causantes» para los doblajes de la tercera y séptima temporada respectivamente. Para España fueron llamados «Los Portadores». 

## Descripción
Los portadores son los sacerdotes y los soldados de a pie para la entidad incorporal El primer mal. Son seres humanos que han sido corrompidos por los rituales y experimentos del Primero que incluyen la auto-mutilación: sus ojos y lenguas se remueven y sus párpados son cubiertos por cicatrices parecidas a símbolos rúnicos, aunque son perfectamente conscientes de su ambiente. Aunque todos parecen ser varones, el episodio que revela el proceso de creación de estos seres, revela algunos estudiantes entre ellos a chicas siendo transformadas en portadores del primer mal, por lo que muy posiblemente los portadores sean tanto hombres como mujeres con el primer género sobresaliendo sobre el anterior. 
Se asume que el sumo sacerdote del primero Caleb, ha jugado un rol importante en la doctrina de los portadores. Posee un amplio conocimiento de sus hábitos (sabe que jadean en vez de sudar) y se refiere a ellos como "mis muchachos". De hecho los heraldos de la muerte se refieren a Caleb como su "maestro".

## Habilidades
Los portadores tienen un aura venenosa que capaz de hacer a la tierra y a los humanos estériles.
Ellos son los traidores de la muerte nada crecerá arriba o debajo de ellos, ninguna semilla arriba al igual que el hombre
A pesar de su supuesta incapacidad, los portadores son rápidos asesinos capaz de atacar muy organizadamente gracias a su consciencia colectiva bajo el control del primero. Además de sus mortales habilidades de combate, los portadores también son capaces de invocar manifestaciones del primero para atormentar a las personas y crear lazos psíquicos con los soñadores mediante sus rituales oscuros.

## La guerra contra las cazadoras
Cuando el primero le declara la guerra a la línea de las cazadoras. Los portadores pasan de ser simples sacerdotes invocadores a unos letales luchadores que matan a todas la cazadoras en potencia alrededor del mundo. Al poco tiempo invaden Sunnydale y se les ordena eliminar al resto de las cazadoras y sus aliados, así como también encontrar la forma de destruir la Guadaña, un objeto místico de las cazadoras que podría inclinar la balanza del lado del bien.      
En el momento en que la cazadora Buffy Summers se apodera de la guadaña y decide emplearla para sus planes, una inevitable batalla entre las fuerzas del primero y la línea de cazadoras se desata. Resultando en la derrota del primero, se asume que todos los portadores junto a los Turok-Han mueren al quedar destruida la boca del infierno. 

## Apariciones
- Amends
- Lessons
- Beneath You
- Sleeper
- Never Leave Me
- Bring on the Night
- Showtime
- Potential
- Dirty Girls
- Touched
- End of Days
- Chosen

- Datos: Q4968348